# 山田奈々子
山田 奈々子（やまだ ななこ、1932年12月16日 - 2022年11月22日）は、日本のダンサー。東京都出身。

## 経歴
東京都・本郷生まれ。幼少期よりより父・山田五郎、高田せい子、櫻間金太郎に師事。
1968年、第1回ソロ・リサイタルに向けての準備中、美術を担当していたワダエミの紹介により、詩人の吉原幸子と出会う。以降、吉原の台本・演出による公演に出演するなど、2002年に吉原が没するまで長年に亘り親交を深めた。
1979年には山田奈々子ダンス・グループを結成。2000年代に入っても精力的に活動を続け、2005年、江口隆哉賞を受賞。
2022年11月22日、死去。89歳没。死因について朝日新聞は腎不全、東京新聞は骨髄異形成症候群と報道した。

## 家族
歌手・俳優の山田真二は実弟。

## 舞台
- 『山田奈々子ダンスリサイタル 不安な時代』1968年、虎ノ門ホール
- 『山田奈々子ダンスリサイタル 原色人類図鑑』1970年、STATION’70
- 『山田奈々子ダンスリサイタル’72 昼顔』1972年、ユニーク・バレエ・シアター
- 『昼顔』1973年、アートシアター新宿文化
- 『血桜姫刺青（ちるさくらひめのいれずみ）』1975年、西武劇場
- 『鏡花饗艶〜高野聖』1977年、俳優座劇場
- 『春琴夢幻』1979年、新宿文化センター小ホール
- 『春琴夢幻』1981年、博品館劇場
- 『沙露姫（さろめ）天草異聞』1985年、博品館劇場
- 『DANCE POETRY MUSIC』1986年、アメリカ巡演（ニューヨーク、ボストン、インディアナポリス）
- 『DANCE POETRY MUSIC 〜アメリカ巡演報告ジョイントパフォーマンス』1986年、俳優座劇場
- 『花魁』1988年、ABC会館ホール
- 『幻櫻』1990年、ABC会館ホール
- 『花炎～女優・松井須磨子』1992年、ABC会館ホール
- 『花炎～女優・松井須磨子』1994年、東京芸術劇場中ホール
- 『妖かしの時刻（あやかしのとき）』1996年、東京芸術劇場中ホール
- 『それぞれのモノローグ』2000年、オリベホール
- 『ジョイント・ダンス・リサイタル』2002年、俳優座劇場
- 『モダンダンスリサイタル』2004年、俳優座劇場
- 『山田奈々子モダンダンスリサイタル』2006年、俳優座劇場
- 『ジョイントリサイタル』2008年、あうるすぽっと
- 『山田奈々子モダンダンスリサイタル』2009年、俳優座劇場
- 『Joint Dance Recital』2011年、新宿スペース・ゼロ
- 『Joint Dance Recital』2015年、あうるすぽっと

## 映画出演
- 『モスラ』（1961年、東宝） - インファント島島民[2]

## 受賞歴
- 全国舞踊コンクール創作部門第1位（1961年）[2]
- 第22回江口隆哉賞（2005年）[2]